# Puchar Wielkich Mistrzyń 1993
Puchar Wielkich Mistrzyń 1993 – siatkarski turniej rozegrany w dniach 16-21 listopada 1993 roku w Tokio i Osace w Japonii. 

## System rozgrywek
W Pucharze Wielkich Mistrzyń 1993 udział wzięli mistrzowie poszczególnych konfederacji (poza CAVB), gospodarz (Japonia) oraz drużyna, która otrzymała dziką kartę. Wszystkie reprezentacje rozegrały ze sobą po jednym spotkaniu. Zespół, który po rozegraniu wszystkich meczów miał najwięcej punktów, zdobył puchar.

## Drużyny uczestniczące
| Reprezentacja     | Sposób kwalifikacji                            |
| ----------------- | ---------------------------------------------- |
| Peru              | mistrz Ameryki Południowej                     |
| Kuba              | mistrz Ameryki Północnej, Środkowej i Karaibów |
| Japonia           | gospodarz                                      |
| Stany Zjednoczone | dzika karta                                    |
| Chiny             | mistrz Azji i Oceanii                          |
| Rosja             | mistrz Europy                                  |

## Wyniki spotkań

### I runda - Tokio
| Data  | Drużyna 1         | Wynik | Drużyna 2 | 1     | 2     | 3     | 4     | 5     | * |
| ----- | ----------------- | ----- | --------- | ----- | ----- | ----- | ----- | ----- | - |
| 16.11 | Kuba              | 3:1   | Peru      | 13:15 | 15:4  | 15:7  | 15:8  |       |   |
| 16.11 | Chiny             | 3:2   | Rosja     | 15:9  | 7:15  | 15:13 | 11:15 | 15:11 |   |
| 16.11 | Stany Zjednoczone | 3:1   | Japonia   | 17:15 | 13:15 | 15:8  | 15:13 |       |   |
| 17.11 | Kuba              | 3:0   | Chiny     | 15:3  | 15:13 | 15:7  |       |       |   |
| 17.11 | Stany Zjednoczone | 3:2   | Peru      | 5:15  | 10:15 | 15:12 | 15:7  | 15:9  |   |
| 17.11 | Rosja             | 3:2   | Japonia   | 15:13 | 7:15  | 17:15 | 11:15 | 15:12 |   |

### II runda - Osaka
| Data  | Drużyna 1 | Wynik | Drużyna 2         | 1     | 2     | 3     | 4     | 5     | * |
| ----- | --------- | ----- | ----------------- | ----- | ----- | ----- | ----- | ----- | - |
| 19.11 | Kuba      | 3:1   | Rosja             | 13:15 | 15:4  | 15:7  | 15:6  |       |   |
| 19.11 | Chiny     | 3:1   | Stany Zjednoczone | 15:7  | 15:6  | 9:15  | 15:6  |       |   |
| 19.11 | Japonia   | 3:1   | Peru              | 8:15  | 15:6  | 15:13 | 15:1  |       |   |
| 20.11 | Kuba      | 3:2   | Stany Zjednoczone | 13:15 | 15:6  | 15:17 | 15:10 | 15:10 |   |
| 20.11 | Rosja     | 3:2   | Peru              | 15:4  | 11:15 | 13:15 | 16:14 | 19:17 |   |
| 20.11 | Chiny     | 3:1   | Japonia           | 16:14 | 15:17 | 15:8  | 15:3  |       |   |
| 21.11 | Rosja     | 3:1   | Stany Zjednoczone | 11:15 | 15:12 | 15:4  | 15:3  |       |   |
| 21.11 | Chiny     | 3:0   | Peru              | 15:11 | 15:6  | 15:11 |       |       |   |
| 21.11 | Kuba      | 3:0   | Japonia           | 15:9  | 15:11 | 15:8  |       |       |   |

## Tabela końcowa
| Lp. | Drużyna           | Pkt | Mecze | Mecze | Mecze | Sety | Sety | Sety  | Małe punkty | Małe punkty | Małe punkty |
| Lp. | Drużyna           | Pkt | M     | W     | P     | wyg. | prz. | ratio | zdob.       | str.        | ratio       |
| --- | ----------------- | --- | ----- | ----- | ----- | ---- | ---- | ----- | ----------- | ----------- | ----------- |
| 1   | Kuba              | 10  | 5     | 5     | 0     | 15   | 4    | 3.750 | 280         | 175         | 1.600       |
| 2   | Chiny             | 9   | 5     | 4     | 1     | 12   | 7    | 1.714 | 246         | 212         | 1.160       |
| 3   | Rosja             | 8   | 5     | 3     | 2     | 12   | 11   | 1.091 | 290         | 290         | 1.000       |
| 4   | Stany Zjednoczone | 7   | 5     | 2     | 3     | 9    | 11   | 0.818 | 253         | 257         | 0.984       |
| 5   | Japonia           | 6   | 5     | 1     | 4     | 8    | 14   | 0.571 | 237         | 299         | 0.793       |
| 6   | Peru              | 5   | 5     | 0     | 5     | 6    | 15   | 0.400 | 217         | 290         | 0.748       |

Źródło: Tabela
Punktacja: zwycięstwo – 2 pkt; porażka – 1 pkt
Zasady ustalania kolejności: 1. liczba punktów; 2. stosunek setów; 3. stosunek małych punktów; 4. bilans w bezpośrednich meczach

## Klasyfikacja końcowa
| Miejsce | Reprezentacja     |
| ------- | ----------------- |
| złoto   | Kuba              |
| srebro  | Chiny             |
| brąz    | Rosja             |
| 4.      | Stany Zjednoczone |
| 5.      | Japonia           |
| 6.      | Peru              |